# Войтех Тука
Во́йтех (Бела) Ту́ка ((словац. Vojtech (Béla) Tuka); нар. 4 липня 1880, Штьявніцкє Банє — пом. 20 серпня 1946, Братислава) — словацький політик угорського походження часів Другої світової війни.

## Життєпис
Народився в угорській родині в селі Штявніцке-Бане, що нині знаходиться на території Словаччини. Вивчав право в університетах Будапешта, Берліна і Парижа, після чого повернувся на батьківщину і став наймолодшим професором в Угорщині.
На Туку вплинуло німецько-угорсько-слов'янське середовище, і, здобувши юридичну освіту у католицьких школах Парижа, він незабаром став відомим членом словацької секції Провінційної християнсько-соціалістичної партії. Його політичне мислення того часу, що стало основою подальшої роботи в галузі конституційного права, знайшло своє відображення в дисертації «Свобода, політичне дослідження» (A szabadság, politikai tanulmány).
У 1910 Тука став членом президії Регіональної християнсько-соціалістичної партії (антисемітської), її словацької секції.
Був професором Пецького, а пізніше — в 1914–1919 — Братиславського університету. Перед Першою світовою війною був секретарем Словацької народної партії.
У 1915–1916 Тука був єдиним дореволюційним словаком, який відвідав священика Йозефа Качку, співсвященика Глінки, ув'язненого за антивоєнні та проросійські проповіді.
У 1919 Тука відмовився перевестися з університету Єлизавети в Братиславі до Печа в Угорщині, а також на запропоновану повну професорську посаду в Угорщині та був прийнятий на роботу в Чехословаччини до штату нового чесько-словацького державного університету в Братиславі (пізніше Університет Коменського). У своїй заяві до юридичного факультету, який був створений у 1921, він наголосив, що його погляди на автономію та федералізм були відомі ще з часів Угорщини і що він є прихильником автономії Словаччини.
Незважаючи на те, що на той час в університеті він був єдиним словацьким професором юридичних та державних наук, та на 15-річний досвід роботи, Туку не прийняли. Комісія факультету відхилила його заявку на тій підставі, що він ще не продемонстрував жодної наукової чи громадської діяльності словацькою мовою. З іншого боку, Міністерство з питань уніфікації законів запропонувало йому співпрацю на професійному рівні. Серед іншого, Тука вважав цю пропозицію особистою образою, оскільки вона означала роботу, що суперечить його правовим та політичним поглядам.
Тука був глибоко віруючим католиком і займав дуже ворожу позицію щодо ідей секуляризму, гуситизму, соціалізму та лібералізму, що виходили з Чехії. Мотивом політичної діяльності Туки після вступу до Словацької народної партії в 1922 році було намагання знайти альтернативний статус держави Словаччина. Він швидко став одним з лідерів HSĽS.
З 1925 по 1929 рік він був членом Національних зборів у Празі; вів кампанії за «федералізацію» Чехословаччини, видав у Відні «Переписку» і здобув симпатію деяких іноземних держав щодо ідеї незалежності, особливо Франції, Німеччини, Італії, Великої Британії та Японії, а також білоруської еміграції.

### Націоналістична діяльність
У 1923 Тука створив воєнізовану націоналістичну організацію «Родобрана» (словацькою. Rodobrana), члени якої носили чорні сорочки і були віддані Туке, даючи йому клятву вірності. Він брав активну участь в діяльності словацьких націоналістів, ставши одним з найближчих соратників їхнього лідера Йозефа Тисо.
З 1926 Тука жив у Відні, де випускав газети «Словацька кореспонденція» і «Словак». Незабаром повернувся до Чехословаччини. У 1929 був заарештований чехословацькою владою і засуджений до 15 років тюремного ув'язнення, а в 1931 була розпущена організація «Родобрана».
Ідеолог Глінкової Словацької Народної партії, що очолювала рух сепаратистів у складі Чехословаччини.
Був професором у Будапешті та Братиславі, одним з лідерів Глінкової Словацької Народної партії, що мала за мету досягнення автономії Словаччини у складі Чехословаччини, а пізніше — повної незалежності.
1929 — засуджений за шпигунство на користь Угорщини.
У 1937 президент Чехословаччини Едвард Бенеш помилував Туку, і той вийшов на волю. Наступного року, після смерті лідера словацьких клерикальних націоналістів Андрія Глінки, Тука став генеральним секретарем Словацької народної партії, якій незабаром було присвоєно ім'я Глінки. Основна мета, яку переслідувала партія, полягала у виході Словаччини зі складу Чехословаччини. У липні 1938 за зразком «Родобрани», а також німецьких СС, на території Словаччини почали формуватися воєнізовані загони «Глінкової гвардії».

### Словацька республіка
Після проголошення незалежності Словаччини Войтех Тука став заступником прем'єр-міністра, а з листопада 1939 по 1944 — прем'єр-міністром 1-ї Словацької республіки. Тука також займав пост міністра закордонних справ держави. У вересні 1944 поступився обома посадами Штефану Тисо.
Очолював радикальне крило Глінківської Народної партії (поміркованіше крило очолював президент Йозеф Тисо). Комуністичні історики приписують йому активну підтримку «етнічних чисток».

## Ставлення до України та Закарпаття
1941 відвідував Київ та Києво-Печерську Лавру, поругану сталінськими військами.

## Убивство Туки
Після поразки Словаччини у Другій світовій війні заарештований просталінськими силами на території Німеччини та убитий у братиславській в'язниці.